# إيه آي إم-120 أمرام
إيه آي إم-120 أمرام (بالإنجليزية: AIM-120 AMRAAM)‏ صاروخ جو - جو خارج مدى الرؤية البصرية أمريكي الصنع، يوجه صاروخ إمرام بتوجيه راداري نشط، يبلغ وزن الصاروخ 152 كجم ووزن الرأس الحربي 23 كجم فيما يصل طوله إلى 3.1 متر والقطر 160 ملم، يمكن للصاروخ إصابة أهداف حتى 48 كيلومترا وتصل سرعته إلى 4 ماخ.

## اصول هذا الصاروخ

### ايه اى ام 7 سبارو
الصاروخ سبارو صاروخ متوسط المدى اشترته البحرية الأمريكية في الخمسينيات كأول صاروخ جو-جو خارج المدى المنظور مع مدى فعال يبلغ19 كيلو متر.و قد قدم الصاروخ على انه يوجه بشعاع الردار الذي تتطور يعد ذلك ليصبح توجيه ردارى شبه نشط والذي يستعين لتوجيه بردار الطائرة التي اطلقته 
و كان هذا الصاروخ فعال في اشتباكات خارج المدى المنظور وكان الصاروخ سبارو هو السلاح الاساسي للطائرة اف 4 فانتوم الثانية المقاتلة\الاعتراضية 
و كانت الطائرة اف 4 فانتوم تحمل 4 صواريخ سبارو في تجاويف خاصة تحت جسم الطائرة، وصمم هذا الصاروخ لاصابة الأهداف غير المناورة كالقاذفات 
بسبب أداء الضعيف للصاروخ سبارو ضد مقاتلات فيتنام الشمالية تم تحسينه تدريجيا حتى اثبت الصاروخ سبارو فعاليته العالية في عراك الكلاب وقدرته للعمل في نفس الوقت مع الصاروخ سايدوايندر قصير المدى ذو التوجيه الحرارى 
و لكن كان العيب الأساسي للصواريخ الموجه توجيه ردارى شبه نشط هو انها ليست قادرة على اصابة أكثر من هدف في نفس الوقت ولها عيب اخر وعدم القدرة على إطلاق الصاروخ قبل تحديد الهدف وهو قد يمثل خطرا في الاشتباكات الجوية القريبة جدا لان أقصى رؤية للردار حتى 60 درجة ولذلك يفقد الصاروخ فعاليته عندانقطاع الاتصال بينه وبين الردار وبنفجر تلقائيا في الجو ويمثل خطرا على الطائرة في الاشتباكات الجوية القريبة

### الصاروخ إيه آي إم-54 فينكس
قامت البحرية الأمريكية بعد ذلك بتطوير الصاروخ إيه آي إم-54 فينكس بعيد المدى لمهام الدفاع الجوى للاسطول البحرى.كان الصاروخ ثقيل جدا ويزن نحو 500 كيلو جرام وسرعته 4 ماخ تم تصميمه لمواجهة صواريخ كروز والقاذفات التي تطلقهاو ليتم حمله على الطائرات اف 111 القاذفة والطائرة غرومان إف-14 توم كات والتي كانت المقاتلة الوحيدة القادرة على حمل هذه الصواريخ الثقيلة. الصاروخ فينكس كان الصاروخ الأول الذي تنتجه الولايات المتحدة من نوع أطلق وانس الذي يستخدم التوجيه الردارى النشط ويوجه نفسه للهدف دون مساعدة من الطائرة الطلقة للصاروخ 
ذلك اعطى الطائرة اف 14 توم كات قدرة لا مثيل لها لتعقب وتدمير حتى ستة اهداف خارج المدى المنظور حتى 160 كيلو متر وكانت المقاتلة الأمريكية الوحيدة التي لديها هذه القدرة
احالت البحرية الأمريكية هذا الصاروخ للتقاعد عام 2004 واحالت الطائرة توم كات للتقاعد عام 2006.

## متطلبات القوات الجوية الأمريكية

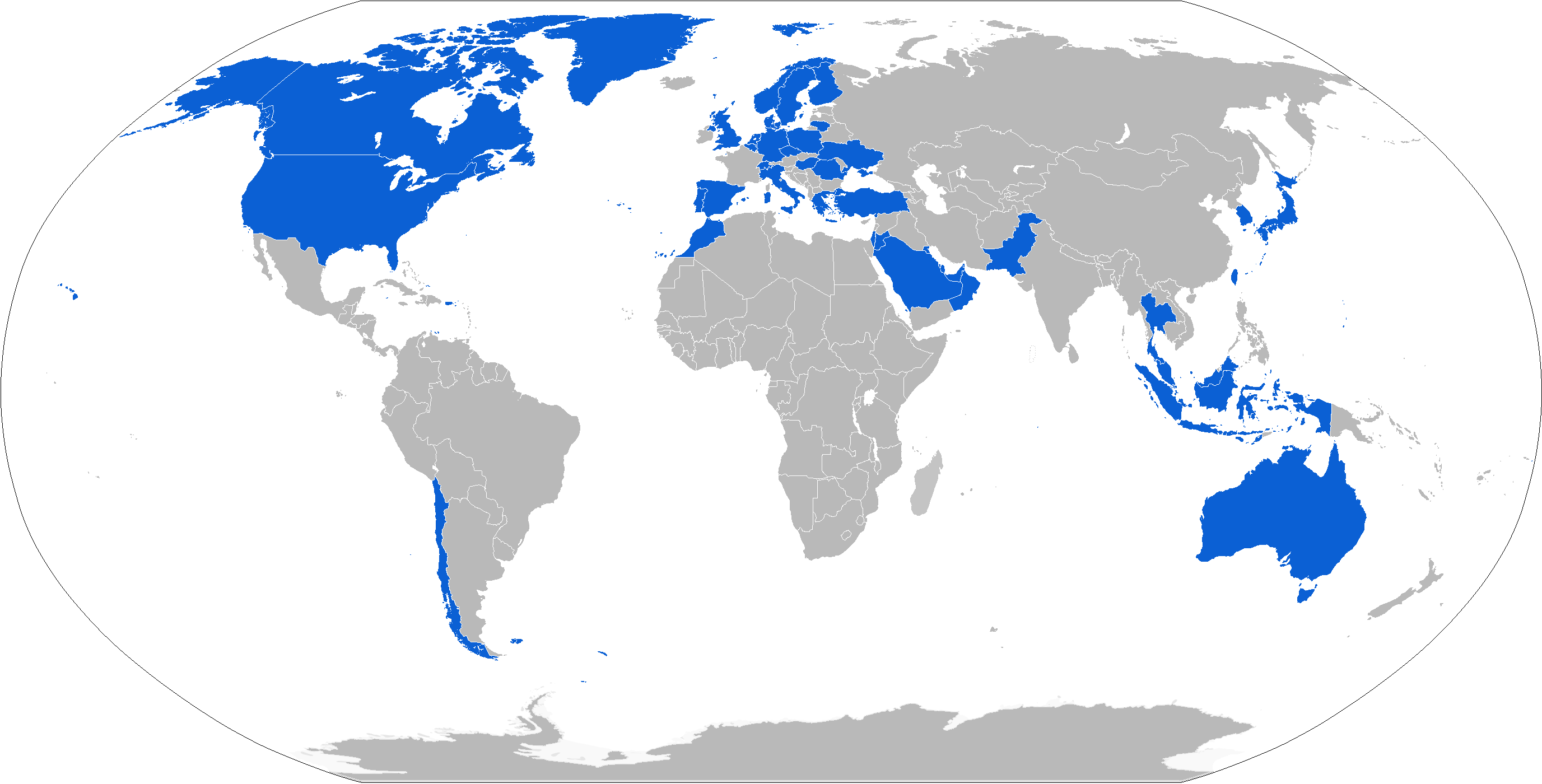
المشغلين باللون الأزرق.

أصبحت القوات الجوية الأمريكية تريد صاروخ يكون فائق المرونة كصواريخ سبارو وذو توجيه ذاتى كصواريخ فينيكس مع تفادى عيوب الصواريخ القديمة ويكون خفيف وتكون كل طائرات الحربية الأمريكية قادرة على حمله واستخدامه